# Cengiz Ünder
Cengiz Ünder (Sındırgı, 14 de julho de 1997), é um futebolista turco que atua como ponta direita. Atualmente joga pelo Fenerbahçe.

## Gols pela seleção
| Gol | Data                   | Local                                             | Oponente | Placar | Resultado | Competição                                  |
| --- | ---------------------- | ------------------------------------------------- | -------- | ------ | --------- | ------------------------------------------- |
| 1.  | 27 de março de 2017    | Novo Estádio de Esquixequir, Esquixequir, Turquia | Moldávia | 3–0    | 3–1       | Amistoso                                    |
| 2.  | 11 de junho de 2017    | Estádio Loro Boriçi, Escodra, Albânia             | Kosovo   | 2–1    | 4–1       | Eliminatórias da Copa do Mundo FIFA de 2018 |
| 3.  | 13 de novembro de 2017 | Novo Estádio de Antália, Antália, Turquia         | Albânia  | 1–2    | 2–3       | Amistoso                                    |

## Carreira

### Inicio da Carreira
Cengiz Ünder iniciou suas atividades profissionais defendendo a camisa da Altinordu, alguns anos depois se transferiu para o Başakşehir onde viu sua carreira despontar e chamar a atenção de grandes clubes da Europa. Com propostas do futebol Italiano e Inglês, Ünder sentiu que era o momento de viver outras experiências longe de seu pais.

### A.S. Roma(2017-2020)
Pretendido pelo poderoso Manchester City de Pepe Guardiola, Cengiz decidiu tomar outro caminho ao assinar com a Roma. Apresentado nas redes sociais pelas equipe italiana como reforço para a temporada 2017/2018. Utilizando a camisa 17, logo na sua primeira temporada e aos 20 anos foi eleito o melhor jovem jogador estrangeiro da serie A Tim ao termino da competição, Cengiz também é o jogador turco mais jovem a marcar um gol pela Uefa Champions League, 2x1, único gol dos Giallorossi contra o Shakhtar em jogo de ida das quartas de final no estádio Metalist, foi dele também o cruzamento (batida de escanteio) para o gol decisivo aos 81 minutos de Kostas Manolas que eliminou o poderoso Barcelona nas quartas de final no Olimpico de Roma pelo jogo de volta da Champions daquela mesma temporada.

### Leicester City
Em setembro de 2020 a Roma emprestou o ponta junto ao Leicester City. Seu contrato com o time inglês se encerra no final de junho de 2021. 

### Seleção Turca
Cengiz Ünder fez parte do elenco da Seleção Turca na disputa da Eurocopa de 2020.

## Títulos
Leicester City
- Copa da Inglaterra: 2020–21[3]